# 太陽光発電のコスト

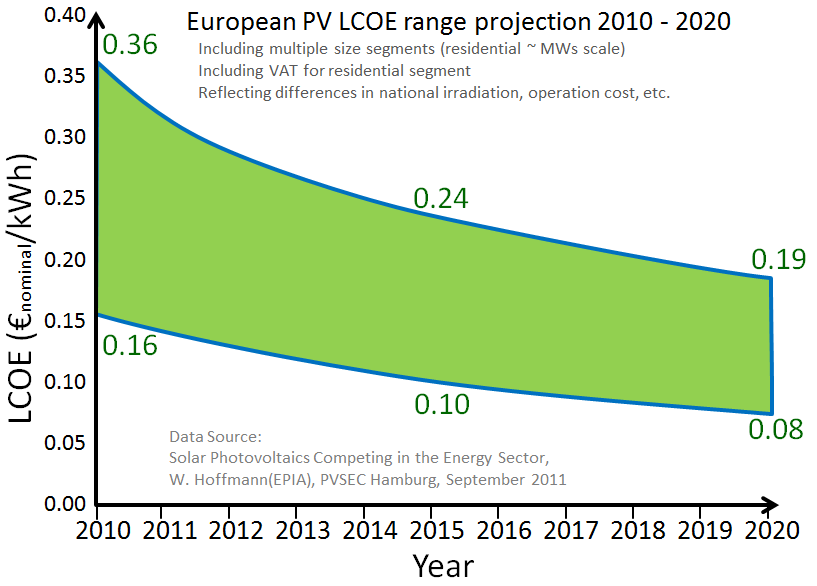
欧州における太陽光発電の発電コストの見通し

太陽光発電のコスト（たいようこうはつでんのコスト）は、運転に燃料費は不要であるため、設備と設置工事費および長寿命化のためのメンテナンス費用でほぼ決まる。開発当初は非常に高価であり用途が限られたが、工業製品として典型的な価格低減を続け、現在では一般家庭でも導入可能な水準（コスト回収可能性有り）に低減してきている。現時点でのコストは既存電源よりも高価であるが、既に条件の良い国や地域では既存の電源と同等、もしくはより安くなり始めている。また蓄電して独立型のシステムとして用いる場合は、蓄電池や他の電源を組み合わせた場合のコストで論じられる。一方、途上国で送電網が未整備な場合、消費電力に比して燃料輸送費や保守費が高い場所など（山地、離島、砂漠、宇宙等）では、現段階でも他方式に比較して最も安価な電源として用いられている。今後もさらなるコスト低減が見込まれており、中長期的にはコストが最も安い発電手段の一つになると予測する報告もある。

## 発電コスト・設備コスト

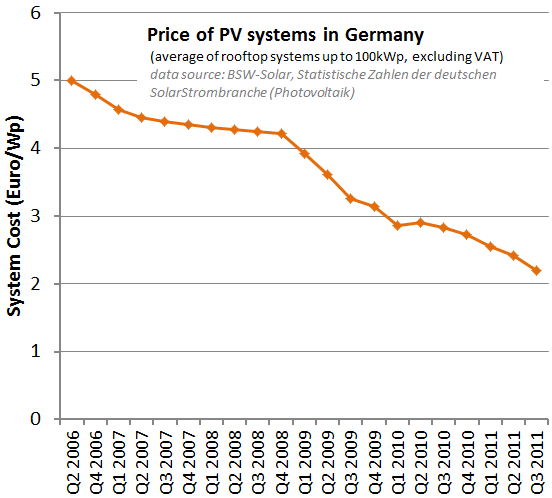
ドイツにおける太陽光発電の導入コストの推移

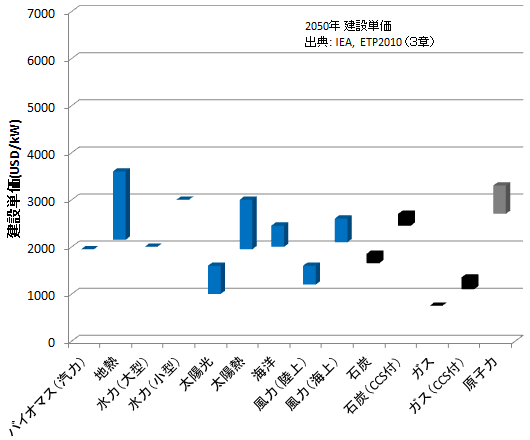
各種発電所の設備容量あたりの建設単価予測 (2050年)

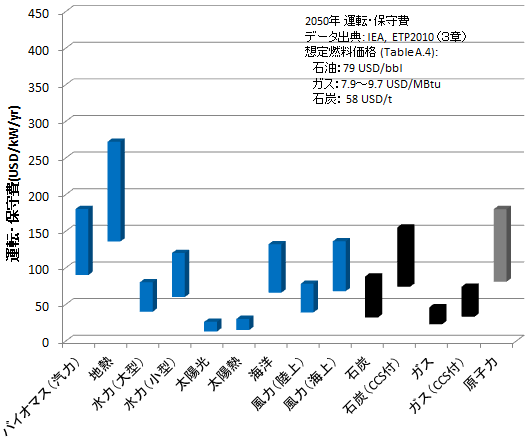
各種発電所の設備容量あたりの運転・保守費予測 (2050年)（再生可能エネルギーが普及して、化石燃料が現在よりむしろ安価になった場合の予測）

### 概要と近年の動向
太陽光発電の電力量あたりのコストでは価格競争力が不足するため、現時点では普及促進に際して助成が必要とされる。しかし普及に伴い、ほぼ経験曲線効果に従って価格が低下し続けている。2012～2020年には条件の良い国・地域から、既存の火力発電と発電コストで競うようになると見られる。一部地域では2011年時点でグリッドパリティが既に達成されていると見られる。また中長期的には、コストが最も安い発電手段の一つになると見られている（右図）。
- 開発初期の太陽電池は高価で性能も低く、僻地での通信や人工衛星、海に浮かぶブイ等、限られた用途で使われた[11]。1970年頃の日本におけるコストは、数千万円/kWであった[12]。
- 2008年末の時点では、（結晶シリコン太陽電池が主体の）比較的高出力（125Wp以上）のモジュールについては、需要逼迫による価格の高止まりが数年間続いていた[13]。2009年は結晶シリコン原料の増産が追いつくことで値下がりが見込まれていたところ[14]、実際に2009年に入ってから世界的に価格の低下が始まった[15]。普及で先行するドイツでは、国内における設備導入費用が2006年からの５年間で半額以下になっている[16]。
- 現在の価格は（地域や国、統計によっても異なるが）たとえば2011年10月の時点の平均でモジュール価格にして容量1Wpあたり約2.6ドル[17]、発電量1kWh当たり15～65セント程度と報告されている[18]。発電量あたりのコストでは比較的高いが、一部の国では系統電力価格よりも安価になっている。最も安いモジュールの容量あたり単価は2011年10月時点でWpあたり約1.2ドルまで下がっている[15]。
- グリッドパリティの目安はモジュール生産コストにして1Wpあたり1ドルとされたが、2009年にFirstSolar社が0.88$/Wpを達成している[19]。またグリッドパリティの価格水準は国や地域ごとに大きく異なり、1$/Wpよりコストが高い場合でも国や地域によっては既に達成されていると言われる[20]。
- ドイツにおける設備導入コストは、2006年からの５年間で半額以下に低減している[7][21]。2017年には助成が不要な水準まで安くなると見られている[21]。
- 欧州主要国（フランス・ドイツ・イギリス等）では、2020年までに順次、既存の火力発電とコストで競い始めると見られている[9]。
- 米国の条件の良い地域では、2012～2014年頃に天然ガス等の発電コストよりも安くなってくると見られる[10]。
- 既に一部の生産企業はモジュールの生産コストが$0.84/Wpまで低くなったとしており[22]、売り上げを伸ばしている[23]。2014年にはさらに$0.52～$0.63まで安くできると表明している[24]。
- 日本国内においては、補助金が中断した2005年頃から国内市場は縮小・コスト増加傾向を示した[25][26]。このため2009年から新たな普及促進政策が施行され、価格も再び下がり始めている[27]（太陽光発電のコスト#政策も参照）。
- 蓄電池を用いた独立型システムにおいても、今後の価格低下と途上国などでの普及拡大が予測されている[28]。

こうしたことを踏まえ、“2030年ごろになっても経済的に自立できない”などとする主張は誤りであるとの指摘もなされている。

### コスト構造
現在の太陽光発電のコストの内訳においては、工事・流通・周辺機器等の費用の割合が大きくなっている。太陽電池モジュール（パネル）の製造費は、米国における住宅用の場合で設備導入費用の2割程度と見られる。
米国における2011年時点での住宅用設備(5kW)におけるコスト構造の調査結果では、設備容量1kWあたりの導入費用に占めるモジュール（パネル）価格の割合は4割弱で、残りは周辺機器・工事・手続き等の費用と見積もられている。またモジュール価格の内訳は、製造コストが約6割、流通マージンが約4割と見られている。

## 付随するコスト要因
太陽光発電は天候によって発電量が不随意に変動する。このため発電量に占める太陽光発電の割合がある程度大きくなると、変動への対策のコストが発生するようになるとされる。全てを太陽光発電だけで供給する独立型のシステムでは、蓄電池のコストが上乗せされる。系統連系した場合についても、供給電力に占める割合が増えるにつれて系統側で変動対策のコストが増加すると考えられている。しかし火力発電に比較して随意性で劣る点においては風力発電や原子力発電なども（それぞれ特性は異なるが）同様であり、それぞれ供給電力に占める割合が増えるにつれて対策コストも増えるとされる。こうした電源の割合を増やすため、電気自動車などの負荷側との協調も用いて系統全体の機能を向上させるスマートグリッドなどの対応策の検討や法制化が各国で始まっている。日本においても、今後のコスト低下の見通しやコスト負担のしくみなどを含めた議論が行われている。
一方、下記のように付加的なコスト上のメリットが生じる場合がある。このような付加的なメリットにより、発電量あたりのコストが従来型電源の数倍であっても電力供給網全体のコストを低減させる場合があるとされる（P.192など）。
- 化石燃料を燃焼させる火力発電などに対して：
  - 温室効果ガス排出量を減少させるメリット（排出権取引に伴う出費の削減など）
  - 有害物質の排出を減少させることによるコスト的メリット（外部コストの削減）
- 他電源の燃料調達リスクの緩和（燃料価格変動の不規則性、資源確保に関する不安がない）
- 他の電源からの送電損失の削減（太陽光発電の発電量がその分増えたのと同じ効果を持つ）
- 昼夜の電力需要の変化への追従効果（昼間の需要ピークのカット、夜間余剰電力の削減など）
- 災害など有事におけるセキュリティの向上（悪影響の及ぶ範囲や期間を抑制）

経済面では投資誘発や雇用拡大、技術革新の促進等、産業としてのメリットも評価の対象となる。また太陽光発電単独ではなく、様々な再生可能エネルギーを含めて包括的に評価される例も見られる。（#政策の節も参照。）

## 影響要因
電源としてみた時の太陽光発電のコストは、下記のような要因に影響される。
- 導入費用（システムの値段、工事費等）
- 融資利率
- 個々のケースにおける発電量：
  - 緯度や気候による年間日射量の違い[40]
  - 気温、放熱状況（モジュール温度によって出力が変化する；温度の影響の項を参照）
  - 積雪の有無、設置角度、周囲の障害物など[40]
  - 機器の性能（モジュール、パワーコンディショナー）
- 太陽光発電モジュールの期待寿命は通常20〜30年程度とされる[注釈 1]。
- パワーコンディショナーはモジュールの寿命より短い10～15年程度の間隔で交換を要する場合がある[41][29]。
- 日常的な保守・管理費用は比較的小さい。 保守費用としては、たとえばモジュールの架台などの定期点検サービスを提供する例などがみられる（太陽光発電#経年劣化と寿命を参照）。
- 設置や廃棄に要する費用は設置形態に依存する。欧州における解析例では、太陽光発電モジュールの廃棄時のコストは、材料のリサイクルでほぼ回収できると報告されている[42]。ただし材料の価格相場や回収システムの設計によっては、回収・管理費用が上回る可能性もある。
- 建築物の構造（壁面や屋根、窓等）を兼ねる場合など、純粋に発電部のコストだけを分けて見積もるのが難しいケースもある。
- 事前の調査に要する期間や工期は比較的短く、その間の利子は無視できる場合も多い。
- 土地代（地上に設置する場合。屋根等に設置する場合は不要）
- 各種手続き費用、固定資産税、減価償却等

金銭的収支の面では、下記のような影響要因もある。
- 電力会社による買い取り価格
- 公的補助（助成策の項を参照）
- 系統側で付随的に発生する諸費用
- 温暖化ガス排出コストの削減

## 日本におけるコスト

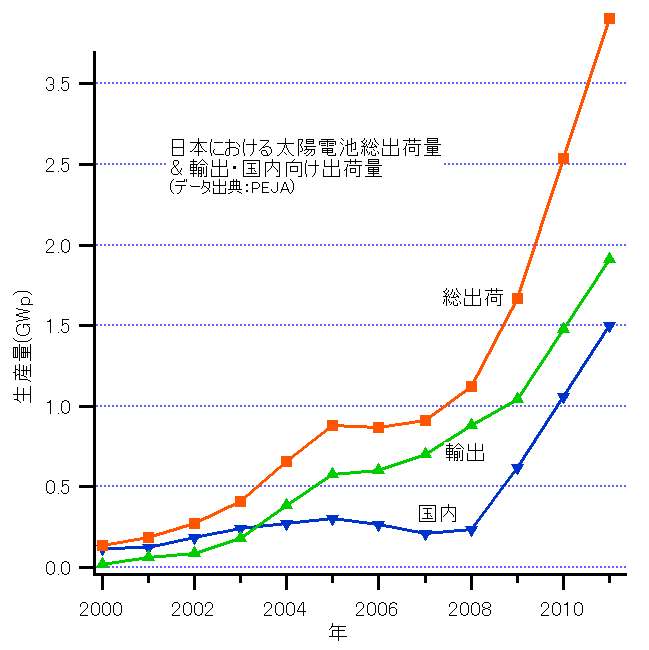
日本における太陽電池の出荷状況

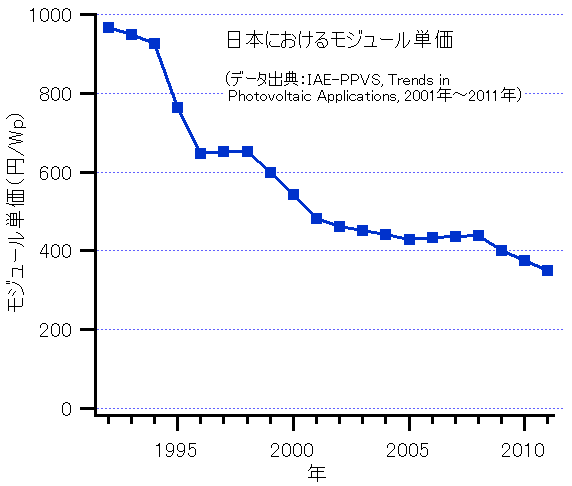
日本におけるモジュール単価の推移

日本国内においては、太陽光発電モジュールの最大出力1kW当たりの年間発電量は平均約1000kWh/kWである。設置地域によって異なり、1995〜2003年度までの8年間にわたる調査例では、最も少ないのは秋田県で平均795kWh/kW/年、最も多いのは高知県で平均1116kWh/kW/年と報告されている。天候による年ごとの変動量は、全国平均で最大1割程度である。

### 家庭用
家庭用または住宅用と呼ばれる日本の一般的な一戸建ての住宅に設置される太陽光発電システムの規模は、設備容量にして通常2〜5kW/軒程度である。その導入コストは、開発が本格化する1970年代までは住宅一軒分に一億円前後の導入費用がかかる水準（数千万円/kW）であった。
日本におけるkW当たりの設置費用は、1994年度から2003年度までの10年間で、半額以下になった。しかし2005年度で新エネルギー財団による助成が打ち切られると国内出荷量は減少を始め、価格も下げ止まった（右図）。これを受けて2008年・2009年に助成策の強化が図られた結果、国内出荷は拡大を再開し、価格も再び下がり始めた（右図）。
なお、2011年12月13日の政府内閣府のコスト等検証委員会では、住宅用太陽光発電の場合、2010年時点で太陽光発電のコストは33-38円/kWhとの見積もりを発表し、2030年には10-20円/kWh程度にまで発電コストが下がる可能性も示した。また2011年時点で、住宅用設備の平均的な設置工事費用は9万円、付属機器は11万円とされる。
日本国内における2013年第4四半期の住宅用平均システム価格は40.5万円/kWである。大手家電量販店（例：）やテレビ通販でも流通するようになり、2012年になると国産品でも34万円/kWp程度で販売される例が出現している。さらに輸入品を用いた例では30万円/kWp程度で販売されており、金利3%かつ償却20年の条件で計算しても20円/kWhを切る例が出現している。
日本では家庭用の小売り電力については実質的にグリッドパリティに近いコストに到達していると見られ、今後もさらにコスト削減が続く見通しである。普及が順調に進んだ場合、2015年には2010年のほぼ半額になると主張されたこともあった。実際には、1kW当たりの平均システム費用は2010年度平均の57万円/kWから2015年末の37.1万円/kWまで低下しており、低下率は35%程度であった。結果として2016年の住宅用太陽光発電のコストは約18円/kWhにまで減少した。

### 産業用
野立てや大きな建物の屋上設置など家庭用を上回る規模のものは一般に産業用に分類される。日本の2012年度から導入された固定価格買い取り制度では太陽光発電を10kW未満と10kW以上に区分している。10kW以上の区分は産業用の他、非住宅用やメガソーラー（1MW以上）、ミドルソーラー（1MW未満）などと呼ばれることがある。
日本国内においては、太陽光発電の発電コストは2007年時点で46円/kWh前後とされていたが、このうち1/3近くが金利によるものである。金利を除いた正味の発電コストは2011年時点で30円/kWh前後と見られている。また2007年時点で、設備導入費用のうち約半分は流通経費や工事費が占めていたと見られる。
固定価格買取制度導入後の2012年第4四半期の国内におけるメガソーラーの平均システム価格は、28万円/kWである。今後どこまで安くできるかについては、不確実性もあるとされ、さらなるコスト低減の技術開発が進められている。2014年のNEDOのロードマップでは2020年に14円/kWh、2030年に7円/kWhとして目標設定されている。

## 政策
太陽光発電のコストはいわゆる経験則に従って安価になることが知られており、コストを下げるためには技術開発だけではなく、市場規模を拡大することも重要とされる。このため様々な形態の導入促進政策が各国で施行されている。このような政策には一般に巨額の費用を要するが、ドイツなどの例においてはそれを上回る経済効果が報告されている。
日本においても、固定価格買取制度等を利用した普及政策が行われている。国内生産の半分以上を輸出し、関連産業の規模が1兆円を突破し、関連雇用も4万人を超えるなど、太陽光発電の普及促進による経済効果が見られ、またさらなる拡大が期待されている。